# Trachonurus sulcatus
Trachonurus sulcatus es una especie de pez de la familia Macrouridae en el orden de los Gadiformes.

## Morfología
• Los machos pueden llegar alcanzar los 50 cm de longitud total.

## Hábitat
Es un pez de aguas profundas que vive entre m 700-1.500 de profundidad.

## Distribución geográfica
Se encuentra en el  Atlántico Norte.